# Strasbourg-papyrusen

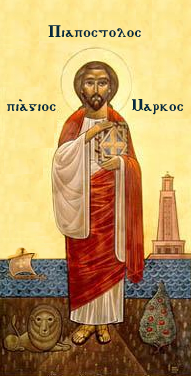
St Mark

Strasbourg-papyrusen (P. Str. Gr. 254) är ett papyrusfynd från antikens Egypten och innehåller den äldsta kända beskrivningen av Liturgi i dåtidens Alexandria. Manuskriptet dateras till cirka 300 -500-talet e.Kr. och förvaras idag på Bibliothèque nationale et universitaire i Strasbourg.

## Manuskriptet
Strasbourg-papyrusen är ett enda papyrusark och består av 6 fragmenterade bitar, delarnas storlek är cirka 20 × 12 cm.
Texten är skriven på Klassisk grekiska och tros vara den struktur som Sankt Markus använde vid Nattvardens högmässa och därmed vara cirka 600 år äldre än den näst äldsta kända bevarade anteckningen om högmässa i Alexandria.
Manuskriptet innehåller hela strukturen (om än kortfattad och i annan ordning) för en högmässa med Sanctus, Lovsång, Förbön och avslutas med Doxologi, anamnes och Supplik.

## Historia
Det är inte känt när och hur papyrusen upptäcktes men den donerades till Bibliothèque nationale et universitaire kring år 1899.
1928 publicerade franske Michel Andrieu och Paul Collomp en översättning i "Fragments sur Papyrus L’Anaphore de Saint Marc" i tidskriften Revue des sciences religieuses.
Manuskriptets arkivnummer på Bibliothèque nationale et universitaire är P. Str. Gr. 254.